# Nezumia tomiyamai
Nezumia tomiyamai är en fiskart som först beskrevs av Okamura, 1963.  Nezumia tomiyamai ingår i släktet Nezumia och familjen skolästfiskar. Inga underarter finns listade i Catalogue of Life.